# Sarah Laine
Pour les articles homonymes, voir Laine (homonymie).
Sarah Laine (née le 23 octobre 1982 à Santa Barbara, en Californie) est une actrice américaine.

## Biographie
Avec une apparition dans American Pie 2 où elle se moque de Jason Biggs (alias Jim) au début du film, Sarah Laine est surtout connue pour son rôle érotique lesbien dans Sexcrimes 3 en duo avec Sandra McCoy.
On peut également la voir dans l'épisode 7 de la saison 5 de la série Cold Case : Affaires classées.

## Filmographie

### Cinéma
- 2001 : American Pie 2 de James B. Rogers : une fille à la soirée
- 2003 : Sirènes : June
- 2004 : La Famille en folie : Lisa
- 2005 : The Rain Makers : Allison
- 2005 : Sexcrimes 3 : Marie Clifton
- 2006 : A.K.A. : Elle-même
- 2006 : Wicked Games : Dr. Megan Winters
- 2007 : Plane of the Dead : Cara
- 2008 : Parasomnia : Une jeune infirmière
- 2009 : Redefining Love : Jo
- 2009 : Knuckle Draggers : Erica
- 2010 : The Rig : Carey
- 2010 : Here & Now : Yolanda
- 2010 : The Terror Experiment (Flight or Flight) : Carol Milner

### Télévision
- 1999 : Roswell (série télévisée) : Elana
- 2005 : Jake in Progress (série télévisée) : Kendra
- 2007 : Cold Case (série télévisée) : Penny Centavo '38